# Флетнер FL 185
Флетнер FL 185 је експериментални њемачки жиродин развијен од стране Антона Флетнера, замишљен је као машина која може да лети и као хеликоптер и као жироплан.

## Дизајн и развој
Овај авион је развијен 1936. године уз подршку Кригсмарине - ратне морнарице Трећег рајха. Покретао га је BMW-Bramo Sh 14 A са 160 коњских снага (120 kW) са радијалним клипним мотором са ваздушним хлађењем, постављеним на носу авиона. Мотор је покретао главни ротор пречника 12 m и два помоћна пропелера. При узлету или лебдењу помоћни пропелери су радили супротно један другом и служили су за поништавање обртног момента главног ротора, функцију коју управља једним репним ротором промјенљивог корака на савременим хеликоптерима. Међутим, у предњем лету, оба пропелера су радила на обезбјеђивању потиска напријед док се ротор аутоматски окретао, као у аутожиру са два мотора. Стајни трап се састојао од носног точка, два мања стабилизујућа точка испод потпорних стубова и клизача репа. Конструисан је само један прототип.